# بن كوياك
بنيامين كوياك (من مواليد 9 أبريل 1993)، لاعب كرة قدم أمريكي سابق. تم اختياره من قبل فريق جاكسونفيل جاغوارز في الجولة السابعة من اتحاد كرة القدم الأميركي لعام 2015. لعب كرة القدم الأمريكية الجامعية مع فريق نوتردام.